# Wasilij Osipow
Wasilij Iwanowicz Osipow (kaz. i ros. Василий Иванович Осипов) – kazachstański polityk, od 30 stycznia 1996 do 1999 roku deputowany do Mażylisu Parlamentu Republiki Kazachstanu I kadencji.